# Mewone
Mewone ou Mewon est un village de la région du Centre du Cameroun. Il est localisé dans l'arrondissement (commune) de Minta, département de la Haute-Sanaga. On y accède par la piste rurale qui lie Zengoaga à Mengue I.

## Population et société
En 1963, la population de Mewone était de 181 habitants. Mewone comptait 36 habitants lors du dernier recensement de 2005. La population est constituée pour l’essentiel de Badjia.